# Episodi di Transformers: War for Cybertron Trilogy (prima stagione)
La prima stagione, sottotitolata L'assedio (Siege), della serie televisiva d'animazione anime Transformers: War for Cybertron Trilogy, composta da 6 episodi, è stata pubblicata sul servizio on demand Netflix il 30 luglio 2020.
| n° | Titolo originale | Titolo italiano | Pubblicazione  |
| -- | ---------------- | --------------- | -------------- |
| 1  | Episode 1        | Episodio 1      | 30 luglio 2020 |
| 2  | Episode 2        | Episodio 2      | 30 luglio 2020 |
| 3  | Episode 3        | Episodio 3      | 30 luglio 2020 |
| 4  | Episode 4        | Episodio 4      | 30 luglio 2020 |
| 5  | Episode 5        | Episodio 5      | 30 luglio 2020 |
| 6  | Episode 6        | Episodio 6      | 30 luglio 2020 |

## Episodio 1
- Titolo originale: Episode 1
- Diretto da: Takashi Kamei
- Scritto da: George Krstic

### Trama
Megatron esorta Optimus Prime ad accettare un trattato, mentre Starscream mette in dubbio la leadership di Jetfire. Gli Autobot cercano di reclutare Bumblebee al loro fianco.

## Episodio 2
- Titolo originale: Episode 2
- Diretto da: Kazuma Shimizu
- Scritto da: F.J. DeSanto e Gavin Hignight

### Trama
Megatron riceve un visitatore a sorpresa; Shockwave rivela come trovare il mitico AllSpark può aiutare a sconfiggere gli Autobot. I Decepticon hanno teso una trappola.

## Episodio 3
- Titolo originale: Episode 3
- Diretto da: Koji
- Scritto da: George Krstic

### Trama
Optimus ha un piano ma ha bisogno dell'aiuto di Ratchet. Ultra Magnus viene torturato per ottenere informazioni mentre Starscream continua a promuovere il dissenso tra i Cercatori.

## Episodio 4
- Titolo originale: Episode 4
- Diretto da: Kazuma Shimizu
- Scritto da: Brandon Easton e Gavin Hignight

### Trama
Elita mette in dubbio il piano di Optimus, che include la riparazione di un Ponte spaziale. Optimus chiede aiuto ai Guardiani e Bumblebee riceve un grande onore.

## Episodio 5
- Titolo originale: Episode 5
- Diretto da: Koji
- Scritto da: Brandon Easton e Gavin Hignight

### Trama
Jetfire si offre di aiutare Optimus a recuperare l'AllSpark. Bumblebee, Cog e Arcee vanno in missione per l'Energon; Wheeljack cerca di far volare l'Arc.

## Episodio 6
- Titolo originale: Episode 6
- Diretto da: Kazuma Shimizu
- Scritto da: Brandon Easton e Gavin Hignight

### Trama
Optimus cerca di impadronirsi dell'AllSpark, ma Megatron intuisce il suo piano e ordina un attaccare gli Autobot, che ricevono un aiuto inaspettato da Omega Supreme.